# Johann Jakob Marinoni
 (juillet 2025).
Johann Jakob Marinoni né en 1676, à Udine, mort le 10 janvier 1755, à Vienne est un mathématicien italien

## Biographie
Son éducation, principalement tournée vers les sciences exactes, fut commencée à Udine, et se termina à l’université de Vienne, par le diplôme de docteur en philosophie. Appelé par l’empereur Léopold Ier à remplir l’office de mathématicien de la cour, il traça en 1706 le plan de la capitale et de ses environs, qui fut gravé dans la même année en 4 grandes feuilles. En 1714 il inventa un instrument propre à mesurer les surfaces et qu’il appela balance planimétrique. En 1717 il contribua à l’établissement d’une académie destinée à la géométrie et aux sciences militaires, et en fut nommé sous-directeur, puis directeur. Envoyé en 1719 dans le Duché de Milan pour en dresser le plan cadastral, il consacra trois années à ce travail, et le reprit en 1729 dans plusieurs districts de la haute Italie. En 1730 il se retira à Vienne, où, s'abandonnant sans réserve à son goût pour l’astronomie, il éleva à ses frais un des plus beaux observatoires de l’Europe, et fit faire dans sa maison, et sous ses yeux, presque tous les instruments qu’il y voulait placer. Sur la proposition de Maupertuis, il fut reçu en 1746 membre de l’Académie des Sciences de Berlin.

## Œuvres
- De Astronomica domestica specula et organico apparatu astronomico lib. II ; Vienne, 1745, in-fol.
- De Re Ichnographica ; ibid., 1751, in-fol. Il se proposait d’en donner un complément De Re Ichnometrica, dont il a été imprimé quelques feuilles.

Marinoni a laissé en manuscrit trente-six tomes d’observations astronomiques.